# Internationaler Kammermusikwettbewerb Franz Schubert und die Musik der Moderne
Der Internationale Kammermusikwettbewerb Franz Schubert und die Musik der Moderne (kurz: FS & MM) wird von der Universität für Musik und darstellende Kunst Graz (Kunstuniversität Graz, kurz: KUG) alle drei Jahre veranstaltet und ist Mitglied der World Federation of International Music Competitions (WFIMC) und der Alink-Argerich-Foundation (AAF).
Der 12. Internationale Kammermusikwettbewerb „Franz Schubert und die Musik der Moderne“ wird vom 8. bis zum 15. Februar 2025 an der Kunstuniversität Graz in den Sparten Duo für Gesang und Klavier (Lied), Trio für Klavier, Violine und Violoncello und Klavierduo ausgetragen.
Das Präsidium des Wettbewerbs setzt sich aus dem für Kunst zuständigen Rektoratsmitglied der Kunstuniversität Graz sowie je einem KUG-Professor aus dem jeweiligen Fachbereich zusammen. Das sind für 2025 Georg Schulz (Rektor der Kunstuniversität Graz sowie Vorsitzender des Präsidiums), Joseph Breinl (Sparte Lied-Duo), Chia Chou (Sparte Klaviertrio) und Gil Garburg und Sivan Silver (Sparte Klavierduo).

## Geschichte
Der Wettbewerb wurde erstmals 1989 an der damaligen Hochschule für Musik und darstellende Kunst Graz auf Initiative von Otto Kolleritsch ausgerichtet. Seither versammeln sich im Drei-Jahres-Rhythmus Kammermusiker an der Universität für Musik und darstellende Kunst Graz, um sich in drei Sparten einer internationalen Jury zu stellen.
Seit 2012 sind die Sparten Duo für Gesang und Klavier (Lied), Trio für Klavier, Violine und Violoncello und Streichquartett vertreten. Davor gab es auch andere kammermusikalische Disziplinen wie z. B. Duo für Violine und Klavier, Klavierduo oder Duo für Flöte und Klavier sowie Klavier solo (aus kammermusikalischer Perspektive). 2022 wurden erstmals nur zwei Sparten ausgetragen: Duo für Gesang und Klavier (Lied) und Trio für Klavier, Violine und Violoncello.
Unter den Preisträgern finden sich viele namhafte und international erfolgreiche Musiker, Kammermusikensembles und Lied-Duos: Jerusalem Quartet, Schumann Quartett, Belenus Quartett, Minetti Quartett, Atos Trio, Morgenstern Trio, Trio Atanassov, Quator Voce, Peter Schöne mit Pianistin Norie Takahashi, Bernhard Berchtold mit Pianistin Irina Puryshinskaja und Michael Wendeberg.
Das Spezifikum dieses Wettbewerbs ist die Zusammenstellung der Repertoires mit ihrer gleichwertigen Gegenüberstellung von Tradition und Moderne bis hin zu zeitgenössischen Kompositionen. Verlangt wird vor allem Genauigkeit bei der Auseinandersetzung mit zeitgenössischen Werken und die wiederkehrend kritische Beschäftigung mit Tradiertem. Dokumentationen sind von jedem Wettbewerb seit 1997 verfügbar. Gemeinsam mit dem Mozart-Wettbewerb in Salzburg und dem Beethoven-Wettbewerb in Wien zählt dieser Wettbewerb zu den großen Klassik-Wettbewerben Österreichs.

## Kompositionswettbewerbe
Zur Erweiterung des Repertoires der Sparte Trio für Klavier, Violine und Violoncello wird im Vorfeld jedes Wettbewerbs seit 2005 ein internationaler Kompositionswettbewerb ausgeschrieben. Das prämierte Werk ist in der Folge in der jeweiligen Sparte als Pflichtstück programmiert. 2017 und 2020 wurde ein weiterer Kompositionswettbewerb in der Sparte Duo für Gesang und Klavier (Lied) neu ausgeschrieben. Das Repertoire der Wettbewerbssparten wird zudem ständig auf neue und neueste Kompositionen hin aktualisiert.
Bei den internationalen Kompositionswettbewerben 2020 wurden in einem anonymen Verfahren folgende Preisträger ausgezeichnet: In der Sparte Trio für Klavier, Violine und Violoncello Javier Quislant Garcìa (Spanien) & Tomasz Szczepanik (Polen), in der Sparte Duo für Gesang und Klavier (Lied) wurden Luciano Correa Barraza (Chile) & Gianluca Iadema (Italien) für Lieder nach Texten von Alessandra Molina ausgezeichnet.
Der Preisträger des Internationalen Kompositionswettbewerbs Klaviertrio 2017 war Jungjik Kim (Südkorea). In der Sparte Lied ging  Sehyung (Sergej) Kim (Kasachstan) für die Vertonung eines Gedichtes von Selma Meerbaum-Eisinger als Preisträger hervor.

## Preisträger

### 2018
2018 konnten 341 Anmeldungen aus 56 Nationen verzeichnet werden. Es waren Preisgelder in der Höhe von etwa 100.000 Euro zur Vergabe ausgeschrieben.
Folgende Ensembles gingen als Preisträger des Wettbewerbs hervor:
Duo für Gesang und Klavier (Lied)
1. Preis: Duo Mikhail Timoshenko & Elitsa Desseva (Russland/Bulgarien)
2. Preis & Sonderpreis für die beste Interpretation der Auftragskomposition „Lied“ (2017) von Isabel Mundry: Duo Sophia Burgos & Daniel Gerzenberg (USA/Deutschland)
3. Preis: Duo Jussi Juola & Ine Kang (Finnland/Republik Korea)

Trio für Klavier, Violine und Violoncello
1. Preis: wurde nicht vergeben
2. Preis: Trio Marvin (Kasachstan/Russland/Deutschland)
3. Preis: Trio Gallien (Frankreich)

Der Sonderpreis für die beste Interpretation des Preisträgerwerkes des Internationalen Kompositionswettbewerbs „Klaviertrio“ 2017 ging an Trio Pharos (Republik Korea).
Streichquartett
1. Preis: Simply Quartet (China/Österreich/Norwegen)
2. Preis: wurde nicht vergeben
3. Preis: wurde nicht vergeben

Der Förderpreis ging an das New Music Quartet (Polen).
Der 1. Preis für Musikvermittlung („Surround Sound Sessions“) ging an das Gildas Quartet (Großbritannien/Kanada), der 2. Preis ging an das Duo Mendes/Heiß („Poesie meets Poetry“).
Einen Überblick über die Preisträger vor 2018 findet man auch auf der Website des Wettbewerbs.

### 2022
Nach pandemiebedingten Verschiebungen, einer Pre-Selection im Herbst 2021 und einer Onlinerunde im Februar 2022 fanden die Semifinal- und Finalrunden des 11. Internationalen Wettbewerbs „Franz Schubert und die Musik der Moderne“ von 21. bis 23. Juli 2022 an der Kunstuniversität Graz statt.
Insgesamt hatten sich 249 Musiker aus 40 Nationen zur Teilnahme beworben. Im Detail: In der Sparte Liedduo wurden aus 75 Anmeldungen 36 Duos für die 1. Runde zugelassen, 12 Duos wurden für das Semifinale zugelassen. In der Sparte Klaviertrio wurden aus 33 Anmeldungen 24 Trios für die 1. Runde zugelassen, 9 Trios standen im Semifinale. Es waren Preisgelder in der Höhe von 60.000 Euro zur Vergabe ausgelobt.
Folgende Ensembles gingen als Preisträger des Wettbewerbs hervor:
Duo für Gesang und Klavier (Lied)
1. Preis: (bei Nicht-Vergabe des 1. Preises) ex aequo an Duo Bella Adamova & Malte Schäfer (Tschechien/Deutschland) & Duo André Baleiro & Pedro Costa (Portugal)
2. Preis und Sonderpreis für die beste Interpretation des Auftragswerkes von Judith Weir: Duo Sawako Kayaki & Haruka Ebina (Japan)

Trio für Klavier, Violine und Violoncello
1. Preis und Sonderpreis für die beste Interpretation des Preisträgerwerkes des Internationalen Kompositionswettbewerbs Klaviertrio: Trio Orelon[7] (Italien/Deutschland/Spanien)
2. Preis: Trio Unio (Südkorea)
3. Preis: Soleri Trio (Deutschland)

Der Projektpreis „Neue Formate“ ging an das Trio Paddington. Einen Überblick über die Preisträger vor 2022 findet man auch auf der Website des Wettbewerbs.